# Еса Кескінен
Еса Кескінен (фін. Esa Keskinen; народився 3 лютого 1965 у м. Юлеярві, Фінляндія) — фінський хокеїст, центральний нападник. Член Зали слави фінського хокею (2004).
Вихованець хокейної школи «Коо-Вее» (Тампере). Виступав за ФПС (Форсса), ТПС (Турку), «Лукко» (Раума), ГВ-71 (Єнчопінг). 
У складі національної збірної Фінляндії провів 172 матчі; учасник зимових Олімпійських ігор 1988 і 1994, учасник чемпіонатів світу 1989, 1990, 1991, 1994, 1995 і 1996. У складі молодіжної збірної Фінляндії учасник чемпіонатів світу 1984 і 1985. У складі юніорської збірної Фінляндії учасник чемпіонатів Європи 1981, 1982 і 1983.
Срібний призер зимових Олімпійських ігор 1988, бронзовий призер (1994). Чемпіон світу (1995), срібний призер (1994). Чемпіон Фінляндії (1993, 2000), срібний призер (1985, 1994). Чемпіон Швеції (1995). Володар Кубка Європейських чемпіонів (1994).